# Пісмо-Біч (Каліфорнія)
Пісмо-Біч (англ. Pismo Beach) — місто (англ. city) в США, в окрузі Сан-Луїс-Обіспо штату Каліфорнія. Населення — 8072 особи (2020).

## Географія
Пісмо-Біч розташоване за координатами 35°9′11″ пн. ш. 120°40′26″ зх. д. / 35.15306° пн. ш. 120.67389° зх. д. (35.153181, -120.673926).  За даними Бюро перепису населення США в 2010 році місто мало площу 34,90 км², з яких 9,32 км² — суходіл та 25,58 км² — водойми.

### Клімат
| Клімат : Пісмо-Біч      | Клімат : Пісмо-Біч | Клімат : Пісмо-Біч | Клімат : Пісмо-Біч | Клімат : Пісмо-Біч | Клімат : Пісмо-Біч | Клімат : Пісмо-Біч | Клімат : Пісмо-Біч | Клімат : Пісмо-Біч | Клімат : Пісмо-Біч | Клімат : Пісмо-Біч | Клімат : Пісмо-Біч | Клімат : Пісмо-Біч | Клімат : Пісмо-Біч |
| Показник                | Січ.               | Лют.               | Бер.               | Квіт.              | Трав.              | Черв.              | Лип.               | Серп.              | Вер.               | Жовт.              | Лист.              | Груд.              | Рік                |
| Абсолютний максимум, °C | 29,4               | 32,2               | 32,2               | 38,3               | 37,8               | 37,2               | 38,9               | 38,9               | 39,4               | 37,2               | 32,8               | 33,3               | 38,9               |
| Середній максимум, °C   | 15,4               | 15,9               | 16,7               | 17,9               | 18,2               | 18,8               | 18,8               | 19,3               | 19,8               | 19,7               | 18,1               | 15,6               | 17,8               |
| Середня температура, °C | 11,2               | 11,8               | 12,4               | 13,3               | 13,9               | 15,1               | 15,6               | 16,0               | 16,0               | 15,4               | 13,6               | 11,2               | 13,8               |
| Середній мінімум, °C    | 6,9                | 7,7                | 8,1                | 8,8                | 9,7                | 11,3               | 12,4               | 12,7               | 12,2               | 11,2               | 9,1                | 6,8                | 9,8                |
| Абсолютний мінімум, °C  | −4,4               | −2,2               | −5                 | −2,8               | −1,1               | 2,8                | 3,3                | 3,9                | −1,1               | 0,0                | −1,7               | −6,1               | −5                 |
| Норма опадів, мм        | 77                 | 97                 | 77                 | 29                 | 10                 | 2                  | 1                  | 2                  | 4                  | 22                 | 39                 | 69                 | 429                |
| Днів з опадами          | 8,2                | 8,5                | 7,9                | 4,2                | 1,8                | 0,8                | 0,3                | 0,5                | 1,5                | 3,3                | 5,1                | 7,1                | 49,2               |
| ----------------------- | ------------------ | ------------------ | ------------------ | ------------------ | ------------------ | ------------------ | ------------------ | ------------------ | ------------------ | ------------------ | ------------------ | ------------------ | ------------------ |
| Джерело: NOAA           |                    |                    |                    |                    |                    |                    |                    |                    |                    |                    |                    |                    |                    |

## Демографія
Згідно з переписом 2010 року, у місті мешкало 7655 осіб у 3834 домогосподарствах у складі 2079 родин. Густота населення становила 219 осіб/км².  Було 5585 помешкань (160/км²).
Расовий склад населення:
| - 91,1 % — білих - 2,7 % — азіатів - 0,7 % — чорних або афроамериканців - 0,5 % — корінних американців - 0,1 % — вихідців з тихоокеанських островів - 2,2 % — осіб інших рас |

До двох чи більше рас належало 2,7 %. Частка іспаномовних становила 9,3 % від усіх жителів.
За віковим діапазоном населення розподілялося таким чином: 13,3 % — особи молодші 18 років, 60,7 % — особи у віці 18—64 років, 26,0 % — особи у віці 65 років та старші. Медіана віку мешканця становила 51,8 року. На 100 осіб жіночої статі у місті припадало 93,5 чоловіків;  на 100 жінок у віці від 18 років та старших — 91,4 чоловіків також старших 18 років.
Середній дохід на одне домашнє господарство  становив 84 745 доларів США (медіана — 73 355), а середній дохід на одну сім'ю — 100 612 долари (медіана — 85 000). Медіана доходів становила 55 114 долари для чоловіків та 46 307 доларів для жінок. За межею бідності перебувало 7,1 % осіб, у тому числі 4,6 % дітей у віці до 18 років та 1,2 % осіб у віці 65 років та старших.
Цивільне працевлаштоване населення становило 3758 осіб. Основні галузі зайнятості: освіта, охорона здоров'я та соціальна допомога — 20,4 %, мистецтво, розваги та відпочинок — 15,8 %, науковці, спеціалісти, менеджери — 13,3 %.